# Johannes Tiedke
Johannes Tiedke (* 1881 in Zehdenick; † 30. März 1947 in Sielbeck bei Eutin) war ein deutscher Rechtsanwalt und Versicherungsdirektor.

## Laufbahn
Johannes Tiedke war der Sohn des brandenburgischen Pastors Albert Heinrich Eduard Tiedke. Von 1900 bis 1908 studierte er in Paris und Berlin Jura, wobei er sich seinen Lebensunterhalt selbst finanzieren musste.
Tiedke arbeitete zunächst als Rechtsanwalt in Zehdenick und Duisburg. 1920 war er Direktor der Victoria-Versicherung in Berlin. In der Zeit der Inflation bewahrte Tiedke das Unternehmen vor größeren finanziellen Verlusten, was ihn in der Versicherungsbranche den Ruf eines erfolgreichen Managers einbrachte.

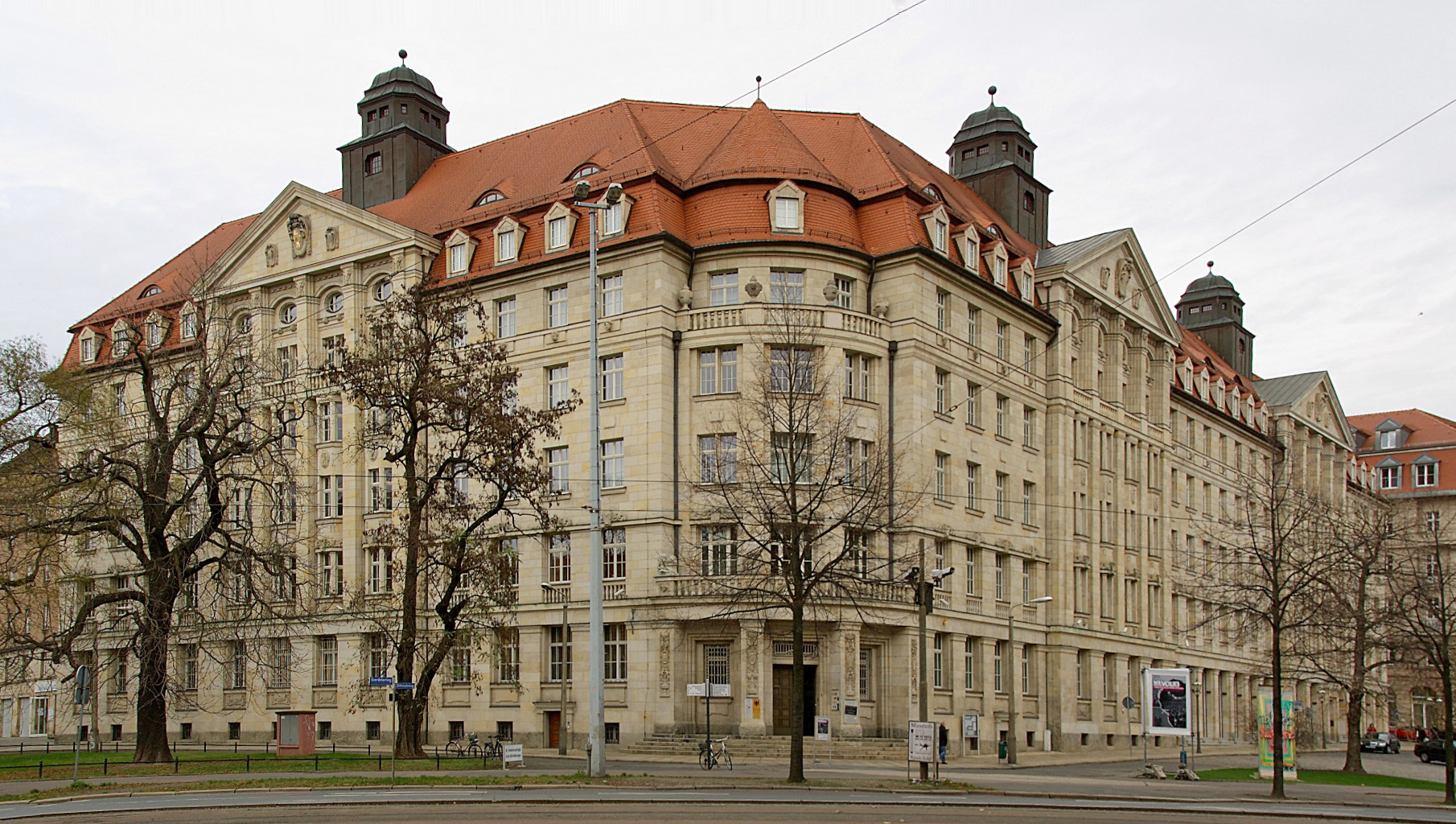
Firmensitz der Alten Leipziger Versicherungsgesellschaft in Leipzig ab 1934

Am 1. Oktober 1922 trat Tiedke in die Direktion der Alten Leipziger Versicherungsgesellschaft ein. In der Nachfolge von Hofrat Dr. Theodor Walther erhielt Tiedke 1927 das Amt des Generaldirektors (Vorstandsvorsitzender). Unter seiner Leitung wurde die Alte Leipziger Lebensversicherung zum zweitgrößten Versicherungsunternehmen Deutschlands ausgebaut.
1932 bildete die Lebensversicherungsgesellschaft mit der Leipziger Feuer-Versicherungsanstalt eine Arbeitsgemeinschaft, die zunächst in der beiderseitigen Nutzung der Außenorganisationen bestand. Ab 1. Januar 1933 übernahm Tiedke auch die Leitung der Leipziger Feuer-Versicherungsanstalt.
1934 fand eine Reorganisation der Außenorganisation statt, durch die das Neugeschäft erheblich ausgeweitet wurde, so dass der Versicherungsbestand bis zum Jahr 1939 auf 914 Millionen Reichsmark anstieg.
Johannes Tiedke hatte eine ablehnende Haltung gegenüber dem Nationalsozialismus. Er trat nicht in die NSDAP ein und lehnte die Mitarbeit in der Arbeitsgruppe „Versicherungen“ der Deutschen Arbeitsfront ab. 1934 entließ er zwei Obmänner der nationalsozialistischen Betriebsorganisation fristlos wegen politischer Hetze am Arbeitsplatz.
1939 wurde er von der Gestapo verhaftet und all seiner Ämter enthoben, weil er am 1. September 1939 verbot, dass Hitlers Kriegsrede in den Räumen der Alten Leipziger als Gemeinschaftsempfang im Radio angehört wurde.
Im Jubiläumsband der Alten Leipziger Lebensversicherung aus dem Jahre 1955 heißt es dazu:

„Generaldirektor Tiedke hatte sich entschieden dagegen gewandt, Forderungen der Nationalsozialisten zu erfüllen, wenn er diese mit den Interessen der Versicherten, der Gesellschaften und ihrer Mitarbeiter nicht für vereinbar hielt. Er lag in ständigem Abwehrkampf und Widerstand gegen die Partei. Mit ihm wurde ein Mann ungerechtfertigt gemaßregelt und zur Untätigkeit gezwungen, der nicht nur den Gesellschaften, sondern durch seine Mitarbeit in den Fachverbänden und im Beirat der Versicherungsaufsichtsbehörde der gesamten deutschen Versicherungswirtschaft unschätzbare Dienste geleistet hatte.“

Gerald D. Feldman urteilte, Johannes Tiedke sei einer der wenigen führenden Versicherungsmanager gewesen, der einen Rest von Anstand und eine gewisse Distanz zum Regime wahrte.
Im April 1946 reiste der damals bereits gesundheitlich schwer erkrankte ehemalige Generaldirektor Tiedke unter abenteuerlichen Umständen von Leipzig nach Bad Gandersheim, um als Vorsitzender des Aufsichtsrates den Wiederaufbau der Alten Leipziger Versicherungsgesellschaft zu unterstützen. Er verstarb während eines Aufenthalts im Sanatorium Haus Sielbeck in Schleswig-Holstein.

## Weitere Ämter
Tiedke war zudem Vorsitzender des Leipziger Privat-Versicherungs-Verbandes und stellvertretender Vorsitzender des Arbeitgeberverbandes deutscher Versicherungs-Unternehmungen. Zudem amtierte er als Reichsarbeitsrichter.

## Familie
Johannes Tiedke war mit der aus Kellinghusen stammenden Pianistin Paula, geb. Wischmann, verheiratet. Der Ehe entstammten drei Kinder:
- Gisela (1911–1991), Pianistin, verheiratet mit Vollrat Knebusch (1905–1944), letztem Besitzer des Gutes Greven
- Wolfgang (1913–1987)
- Ingeburg (1920–2018)

## Werke
- Johannes Tiedke: Gedichte. Selbstverlag, Leipzig 1933.